# München-Nürnberg-Express
| München-Nürnberg-Express bei Feucht zwischen Nürnberg und Ingolstadt |                   |                                      |                                      |
| Kursbuchstrecke (DB): | 900               |                                      |                                      |
| Streckenlänge: | 171 km            |                                      |                                      |
| Streckengeschwindigkeit: | 200 km/h 190 km/h |                                      |                                      |
| |                   |                                      |                                      |
| Verlauf |                   |                                      |                                      |
| \| \| 0 \| München Hbf \| München Hbf \| \| \| 36 \| Petershausen (Obb) (nicht alle Züge) \| Petershausen (Obb) (nicht alle Züge) \| \| \| 50 \| Pfaffenhofen (Ilm) \| Pfaffenhofen (Ilm) \| \| \| 60 \| Rohrbach (Ilm) \| Rohrbach (Ilm) \| \| \| 81 \| Ingolstadt Hbf \| Ingolstadt Hbf \| \| \| 84 \| Ingolstadt Nord \| Ingolstadt Nord \| \| \| 112 \| Kinding (Altmühltal) \| Kinding (Altmühltal) \| \| \| 146 \| Allersberg (Rothsee) \| Allersberg (Rothsee) \| \| \| 171 \| Nürnberg Hbf \| Nürnberg Hbf \| |                   |                                      |                                      |
| Kopfbahnhof Streckenanfang | 0                 | München Hbf                          | München Hbf                          |
| Bahnhof | 36                | Petershausen (Obb) (nicht alle Züge) | Petershausen (Obb) (nicht alle Züge) |
| Bahnhof | 50                | Pfaffenhofen (Ilm)                   | Pfaffenhofen (Ilm)                   |
| Bahnhof | 60                | Rohrbach (Ilm)                       | Rohrbach (Ilm)                       |
| Bahnhof | 81                | Ingolstadt Hbf                       | Ingolstadt Hbf                       |
| Bahnhof | 84                | Ingolstadt Nord                      | Ingolstadt Nord                      |
| Bahnhof | 112               | Kinding (Altmühltal)                 | Kinding (Altmühltal)                 |
| Bahnhof | 146               | Allersberg (Rothsee)                 | Allersberg (Rothsee)                 |
| Kopfbahnhof Streckenende | 171               | Nürnberg Hbf                         | Nürnberg Hbf                         |

München-Nürnberg-Express, abgekürzt MNX, MNE oder MüNüX, frühere Bezeichnung FRESH, auch NIM-Express (benannt nach dem in ganzer Länge befahrenen Aus- und Neubaustreckenprojekt Nürnberg–Ingolstadt–München), ist die Bezeichnung der Regional-Express-Linie München–Ingolstadt–Nürnberg. Seit dem Fahrplanwechsel im Dezember 2020 verkehren die Züge als RE 1.
Die Škoda-Garnituren erreichen 190 km/h Höchstgeschwindigkeit, die ursprünglichen und seit Dezember 2024 wieder eingesetzten IC-Garnituren 200 km/h. Damit sind sie die schnellsten Regionalzüge in Deutschland neben der Linie RE 200 auf der Schnellfahrstrecke Wendlingen–Ulm. Diese verkehrt seit 2022 mit den ehemaligen Wagen des München-Nürnberg-Express, die bis zu 200 km/h erreichen.
Mit „deutlich über 4.000 Fahrgästen pro Tag“ sei die Linie laut Angaben von 2023 „eine der am besten angenommenen im Freistaat“.
Im März 2025 wurde bekannt, dass die Linie RE 1 von 2028 bis 2040 weiterhin von DB Regio, aber mit Fahrzeugen des Typs Siemens Desiro HC 190 betrieben werden wird.

## Verkehrsangebot
Der München-Nürnberg-Express verkehrt seit 10. Dezember 2006. Zwischen München und Ingolstadt Nord verkehren die Züge über die Bahnstrecke München–Treuchtlingen, im weiteren Verlauf über die Schnellfahrstrecke Nürnberg–Ingolstadt und ab Nürnberg-Reichswald auf der Bahnstrecke Nürnberg–Regensburg. Die Züge des München-Nürnberg-Expresses waren damit die ersten Regionalzüge, die eine deutsche Hochgeschwindigkeits-Neubaustrecke in voller Länge befahren.
Die Züge verkehren im Zwei-Stunden-Takt von etwa 5:00 Uhr bis 23:00 Uhr, zur Hauptverkehrszeit im Stundentakt (hauptsächlich Abschnitt München–Ingolstadt). Um einer Überfüllung des Zuges entgegenzuwirken, wird der Halt in Petershausen an Werktagnachmittagen (montags bis freitags) von jeweils einem Zug nicht mehr bedient. Stattdessen wird jedoch in jeder Richtung ein anderer Regionalzug nach Ingolstadt eingesetzt, der kurz vor dem München-Nürnberg-Express mit Halt in Petershausen verkehrt.
Zwischen Nürnberg Hbf und Allersberg (Rothsee) wird die Linie durch die S5 (Allersberg-Express) der S-Bahn Nürnberg verstärkt, die mit einer Höchstgeschwindigkeit von 140 km/h ohne weiteren Halt im 60-Minuten-Takt zwischen diesen beiden Bahnhöfen pendelt.
Die Fahrzeit für die 171 Kilometer lange Strecke liegt bei etwa einer Stunde und 45 Minuten, während sie von ICE-Zügen ohne Halt in etwas über einer Stunde zurückgelegt wird. Die Abfahrtszeiten in Nürnberg Hbf und auch in München Hbf sind wenige Minuten nach der ungeraden Stunde, die Ankunftszeiten wenige Minuten vor der ungeraden Stunde. An den Bahnsteigen der Endbahnhöfe erfolgt in der Regel eine Kurzwende.
Da die Fahrzeiten München–Ingolstadt und Nürnberg–Ingolstadt im Bereich einer Dreiviertelstunde liegen, treffen sich die Züge etwa zur geraden Stunde in Ingolstadt. Hier haben sie meist einen Aufenthalt von rund 10 bis 15 Minuten, um von den ICE-Zügen überholt zu werden. Dort besteht auch direkter Anschluss zu den ICE-Zügen und zum Regionalverkehr nach Augsburg, Regensburg und Ulm. In Nürnberg Hbf besteht ein direkter Anschluss von und zu den ICE-Zügen ins Ruhrgebiet (Linie 41) und nach Berlin (Linie 18/28).

## Geschichte

### Hintergrund
Nach dem Planungsstand von 1992 waren 16 Regionalschnellbahn-Züge (RSB) zwischen Nürnberg Hauptbahnhof und Ingolstadt Hauptbahnhof über die Neubaustrecke vorgesehen. Bei einer Höchstgeschwindigkeit von 140 km/h sollte eine Reisezeit von 49 Minuten erreicht werden. Zwischen Nürnberg und Allersberg sollte eine Reisezeit von 13 Minuten erreicht werden, zwischen Allersberg und Kinding 17 Minuten sowie zwischen Kinding und Ingolstadt Nord 15 Minuten.
1999 war geplant, je Richtung täglich 17 Regionalschnellbahn-Züge zwischen Nürnberg und Ingolstadt anzubieten. Eine Verkehrsprognose ging von täglich 34 Regionalzügen (Summe beider Richtungen) für das Jahr 2010 aus.
Um 2003 war zwischen Allersberg und Nürnberg eine Reisezeit von rund 12 Minuten vorgesehen, zwischen Allersberg und Ingolstadt (mit einem Halt in Kinding) von knapp 20 Minuten.
Am 10. Mai 2005 stellte die BEG eine Preisanfrage für den geplanten schnellen Regionalverkehr. Dabei sollten bis zu 2,5 Millionen Zugkilometer für einen dreijährigen Zeitraum ab Dezember 2006 vergeben werden. Daraufhin kündigte DB Regio Oberbayern an, ein Angebot vorzulegen. Am 18. Oktober 2005 vergab die BEG den Verkehrsvertrag zum Betrieb des München-Nürnberg-Express für eine Übergangszeit von sieben Jahren, mit rund 1,7 Millionen Zugkilometern pro Jahr (einschließlich des Allersberg-Express). Anschließend sollten die Leistungen für zehn Jahre ausgeschrieben werden. Noch Ende 2005 war vorgesehen, während des Halts in Ingolstadt Richtung München einen zweiten Zugteil bereitzustellen. 2006 war dafür der Einsatz einer Zehn-Wagen-Garnitur zwischen Ingolstadt und München im Zwei-Stunden-Takt vorgesehen.
DB Regio hat laut Angaben der Deutschen Bahn den Betrieb der Züge in einer europaweiten Ausschreibung der Bayerischen Eisenbahngesellschaft (BEG) für sieben Jahre gewonnen. Kritiker bemängeln dagegen, dass der Auftrag unter der Federführung von Otto Wiesheu ohne Prüfung von Konkurrenzangeboten direkt an die Deutsche Bahn vergeben worden sei.

### Planungen
Der erste dem Angebot zu Grunde liegende Verkehrsvertrag lief bis Dezember 2013. Ob das Angebot darüber hinaus weitergeführt wird, stand bis 2011 nicht fest. Im Gespräch war eine Verlängerung des Vertrags oder eine Ausschreibung. Nach Angaben der Deutschen Bahn seien zusätzliche Züge aufgrund fehlenden Wagenmaterials nicht möglich. In einer Vorinformation gab die BEG am 1. März 2012 schließlich ihre Absicht bekannt, den Betrieb des München-Nürnberg- und des Allersberg-Express für den Zeitraum zwischen 15. Dezember 2013 und 12. Dezember 2015 freihändig an DB Regio zu vergeben. Optional ist die Verlängerung um ein weiteres Jahr vorgesehen. Später sollte die Linie als Teil des Vergabepakets Ringzug West/NBS mit den Linien München – Ingolstadt – Treuchtlingen – Nürnberg, Ingolstadt – NBS – Nürnberg und Augsburg – Donauwörth – Treuchtlingen (– Nürnberg) europaweit ausgeschrieben werden. Die Ausschreibung wurde am 5. Juli 2012 im EU-Amtsblatt veröffentlicht. Angebote konnten bis 15. April 2013 abgegeben werden.
Anzubieten war ein Grundangebot, das sich weitgehend am Status quo orientiert und demgegenüber um zusätzliche Züge am Freitagnachmittag und am Wochenende ergänzt wurde. Anbieter können Züge über die Neubaustrecke weitgehend in Ingolstadt enden lassen und weiter nach München verlängern. Als Eventualposition ist ein Stundentakt vorgesehen. Nach Angaben der BEG sollen zu Hauptverkehrszeiten deutlich mehr Sitzplätze angeboten werden. Am Wochenende sollen zwei (sonst ein) Zugbegleiter eingesetzt werden. Im Zuge der Neuvergabe sind laut BEG „Fahrplanverschiebungen“ vorgesehen.
Nach einer europaweiten Ausschreibung wurde am 22. November 2013 der Regionalverkehr auf der Neubaustrecke für den Zeitraum vom 15. Dezember 2013 bis 10. Dezember 2016 an DB Regio vergeben. Insgesamt sollen rund 1,6 Millionen Zugkilometer pro Jahr erbracht werden. Zum Fahrplanwechsel am 15. Dezember 2013 werden die Züge des Allersberg-Express integriert. An Wochenenden sollen 22 zusätzliche Züge verkehren.
Am 21. Juli 2012 schrieb die Deutsche Bahn ein Verhandlungsverfahren über einen Vertrag zur Entwicklung, Herstellung und Lieferung von drei bis zehn Regionalzuggarnituren für die Ausschreibung der BEG aus. Bei einer maximalen nutzbaren Bahnsteiglänge von 165 m müssen die Züge wenigstens 550 Sitzplätze in der 2. Klasse aufweisen. Die Fahrzeuge sollten für eine Höchstgeschwindigkeit von 190 km/h ausgelegt werden. Das Fahrzeugbeschaffungsverfahren wurde im März 2013 wegen Unwirtschaftlichkeit eingestellt.
Mitte Juni 2013 teilte die Deutsche Bahn mit, die Ausschreibung gewonnen zu haben. Der Auftrag läuft von Dezember 2016 bis 2028. In den Hauptverkehrszeiten sollen wenigstens 20 Prozent mehr Sitzplätze als heute angeboten werden. Eine Verdichtung zum Stundentakt habe die BEG nach eigenen Angaben aufgrund des hohen Angebotspreises nicht beauftragen können. Der hohe Trassenpreis auf der Neubaustrecke sei dafür entscheidend. Im Freizeitverkehr sollen neue Sonderangebote eingeführt werden.

### Ausschreibung Bahnnetz Isar-Noris-Altmühl
Im März 2025 hat die BEG das Ergebnis der Ausschreibung Bahnnetz Isar-Noris-Altmühl (INA) bekanntgegeben, zu dem auch der RE 1 gehört. Das Netz wird ab 2028 bzw. 2029 weiterhin von der DB Regio betrieben. Auf dem RE 1 sollen ab Dezember 2028 sieben Fahrzeuge des Typs Siemens Desiro HC 190 eingesetzt werden. Das Angebot wird auf einen ganztägigen Stundentakt auf der gesamten Linie ausgeweitet werden.

## Betrieb

### Einführungsjahr
Laut Angaben der Deutschen Bahn nutzten am ersten Betriebstag rund 5000 Reisende das neue Angebot. Die Pünktlichkeit in den ersten vier Wochen lag bei über 95 Prozent. Auch nach der Einstellung des Fahrscheinverkaufs in bayerischen Regionalzügen zum 1. April 2007 wurden an Bord des München-Nürnberg-Express noch Fahrscheine verkauft. Der Vorsitzende der Geschäftsführung von DB Regio Bayern, Berthold Huber, bezeichnete das Zugangebot in einem Interview im Mai 2007 als „unglaublichen Erfolg“. Im ersten Betriebsjahr nutzten bis zu 7000 Reisende täglich den München-Nürnberg-Express. Andere Angaben der Deutschen Bahn, von Dezember 2007, bezifferten die Zahl der Reisenden mit rund 5000, mit steigender Tendenz.

### Wendezeiten
Die Wendezeit beträgt in Nürnberg rund 20 und in München rund 10 Minuten.

### Fahrradmitnahme
Nachdem das Fahrradabteil des Zuges im Frühjahr und Sommer 2007 regelmäßig überlastet war und ein Transport von mehr als 16 Fahrrädern aus Sicherheitsgründen nicht erlaubt ist, fuhren zeitweise in vielen Zügen Sicherheitskräfte der Deutschen Bahn mit, um die Einhaltung der Regelungen zu überwachen. Zwischen Ingolstadt und Kinding verkehrten an Wochenenden so genannte Fahrrad-Busse als Ersatzangebot für Reisende mit Fahrrad, die im München-Nürnberg-Express keinen Platz mehr fanden.

### Zunehmende Überlastung
Im ersten Halbjahr 2008 waren laut Deutscher Bahn montags bis freitags 8000 Reisende pro Tag im München-Nürnberg-Express unterwegs, an Wochenenden 6000. Mit steigenden Fahrgastzahlen kam es im Jahr 2008 zunehmend zu Überfüllungen. Eine Bahnsprecherin sprach von Auslastungen von bis zu über 200 Prozent. In der Folge mussten Fahrgäste ohne Sitzplatz die Züge verlassen. Laut BEG sei keine Lösung in Sicht (Stand: August 2008). Längere Züge könnten aufgrund der Bahnsteiglängen in Allersberg und Kinding nicht eingesetzt werden.

### Diskussion über Stundentakt
Mitte 2010 bestätigte die BEG den Bedarf nach einem Stundentakt über die Strecke, schloss diese jedoch aufgrund hoher Trassenentgelte (14 Euro je Kilometer) und fehlender Fahrzeuge aus. Der Trassenpreis für die Züge auf der Schnellfahrstrecke liegt mit 14 Euro deutlich über dem für den übrigen Nahverkehr in Bayern üblichen Niveau von 4,50 Euro.
Im Dezember 2022 wurde der Abschnitt zwischen Nürnberg und Ingolstadt an Abenden und an Wochenenden auf einen Stundentakt verdichtet. Für das Fahrplanjahr 2029 ist die Verdichtung auf einen durchgehenden Stundentakt geplant.

### Gebrochene Verkehre
Ab Dezember 2013 sollten die am stärksten belasteten Züge, am Freitagnachmittag und am Wochenende, von Nürnberg kommend in Ingolstadt gebrochen werden und die eingesetzten Fahrzeuge nach Nürnberg zurückfahren. Durchgehende Züge seien nicht möglich, da für die Neubaustrecke geeignete Fahrzeuge fehlten. Montags bis donnerstags soll ein Zugpaar in Tagesrandlage zwischen Ingolstadt und München entfallen; in Ingolstadt ist Anschluss an eine Regionalbahn von/nach München vorgesehen. Eine weitere solche Umsteigeverbindung soll vormittags entstehen. Die bisherige Zehn-Wagen-Garnitur mit zwei Lokomotiven der Baureihe 101 wurde zum Fahrplanwechsel 2013 aufgelöst. Fünf Mittelwagen sollen an die unter Fahrzeugmangel leidende DB Fernverkehr gehen, die andere Hälfte der Wagen soll zwischen Nürnberg und Allersberg, mit zwei Lokomotiven der Baureihe 101, zum Einsatz kommen. Die bisherigen Wagen des Allersberg-Express werden abgezogen.

### Angebotsveränderungen
Um dem steigenden Fahrgastaufkommen Rechnung zu tragen, war 2013 geplant, die montags bis freitags zwischen Nürnberg und Allersberg eingesetzte Garnitur am Wochenende mit weiteren Wagen verstärkt und in Ergänzung der beiden Stammgarnituren zwischen Nürnberg und Ingolstadt bzw. München verkehren. Damit hätte sich zwischen Nürnberg und München teilweise ein Stundentakt über die Schnellfahrstrecke ergeben, mit zweistündlichem Umstieg in Ingolstadt.
Eine Verdichtung zum Stundentakt lehnte die Bayerische Eisenbahngesellschaft zunächst mit Verweis auf fehlende Mittel bis 2040 ab, letztlich beschloss das bayerische Kabinett aber im November 2023 einen Stundentakt zwischen Nürnberg und Ingolstadt ab Dezember 2028. Im März 2024 schrieb die BEG einen Verkehrsvertrag für das Netz Isar-Noris-Altmühl aus. Neben einem Stundentakt des RE 1 (München–Ingolstadt–München) sind darin auch zwei weitere Linien (RB 16 und RE 60) enthalten. Zwischen Dezember 2028 und Dezember 2040 sollen pro Jahr etwa 6,4 Millionen Zugkilometer pro Jahr erbracht werden. Der Vertrag beinhaltet auch drei Verlängerungsoptionen für jeweils ein Jahr. Zugelassen sind Neufahrzeuge und jüngere Gebrauchtfahrzeuge. Der Zuschlag soll voraussichtlich Ende 2024 erteilt werden.
Während der so genannten Generalsanierungen der Strecken Regensburg–Nürnberg und Passau–Regensburg soll der RE 1 im Zeitraum vom 6. Februar bis 11. Dezember 2026 nur zweistündlich verkehren, um damit Platz für umgeleitete Güterzüge zu schaffen.

### Technische Probleme
Seit Ende Februar 2022 kommt es aufgrund von Mängeln an einzelnen Wagen vermehrt zu abschnittsweisen Zugausfällen und Verspätungen. Im Mai 2022 war zeitweise keine der sechs Garnituren einsatzbereit, weshalb ein Schienenersatzverkehr eingerichtet wurde. Am 17. Dezember 2022 wurden die Lokomotiven von der Deutschen Bahn vorübergehend außer Betrieb genommen, weil Nachbesserungen an den Befestigungen der Motorabdeckungen notwendig sind.
Im Juli 2023 gab die Deutsche Bahn an, lediglich drei Umläufe mit dem geplanten Fahrzeugmaterial einzusetzen und sah die Verantwortung für technische Mängel an den Lokomotiven und den Wagen überwiegend bei Škoda. Seit dem 4. August 2023 wird daher ein Ersatzkonzept umgesetzt, das an Wochenenden und Feiertagen unter anderem einen zweistündlichen Regional-Express über die Bahnstrecken München–Treuchtlingen Treuchtlingen–Nürnberg mit einer gesamten Fahrzeit von unter zweieinhalb Stunden umfasst. Zwischen Ingolstadt und Kinding wurde ein Schienenersatzverkehr eingerichtet, der unter anderem den S-Bahn-Endhalt in Allersberg anbindet, welcher vorläufig auch am Wochenende bedient wird. Seit Juni 2024 fahren drei dieser Zugpaare mit einer um rund 20 Minuten verkürzten Fahrzeit, in rund zwei Stunden von Nürnberg nach München.
Laut Angaben der Deutschen Bahn vom Juli 2024 hätten Škoda und seine Unterlieferanten „mehrere Gewährleistungsschäden“ beseitigen können, jedoch träten „immer wieder neue Mängel an den Fahrzeugen auf“ sowie „Engpässe bei der Materialbeschaffung“. Es sei unklar, wann wieder alle Fahrten angeboten werden könnten, zumal eine Revision der Fahrzeuge anstünde. Ab Ende 2024 soll auf der Linie wieder eine klassische Lok-Wagen-Garnitur, bestehend aus ehemaligen Intercity-Wagen, eingesetzt werden.

## Fahrzeugeinsatz

### Siemens Desiro HC
Ab dem Dezember 2028 ist der Einsatz von Fahrzeugen des Typs Siemens Desiro HC in einer druckdichten Variante mit einer Höchstgeschwindigkeit von 190 km/h geplant. Solche Fahrzeuge sind bereits bei der DB Regio im Netz Franken-Südthüringen über die Neubaustrecke VDE 8 im Einsatz. Im Unterschied zu den anderen Desiro HC-Fahrzeugen sind bei der druckdichten Variante die Türen einflügelig ausgeführt.

### Škoda-Wendezug-Garnituren

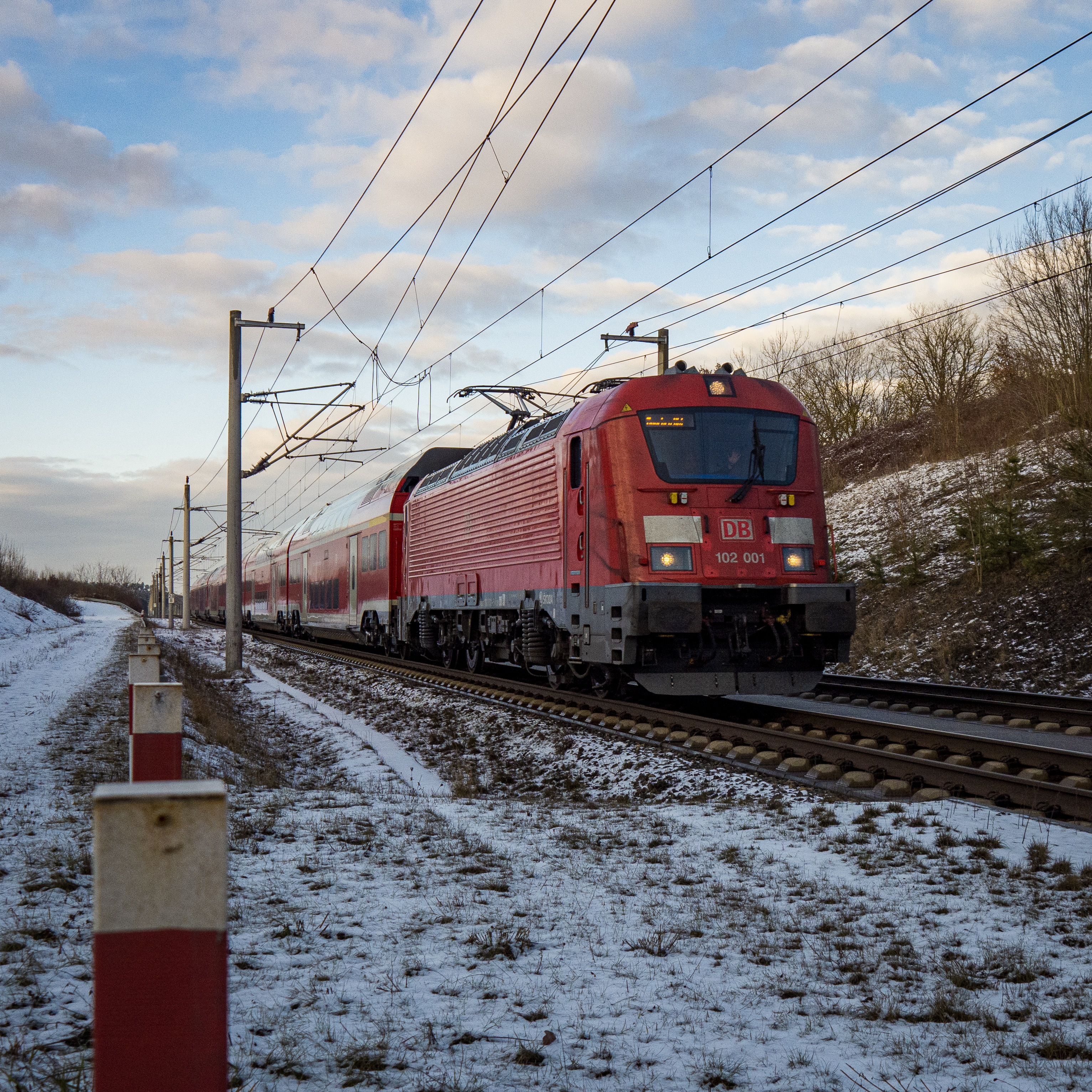
Lokomotive 102 001 im Januar 2022 auf der Fahrt Richtung Ingolstadt

Die Deutsche Bahn hat für die Verkehre über die Neubaustrecke am 5. August 2013 36 Doppelstockwagen (Škoda Wendezug-Garnitur) und sechs Lokomotiven der DB-Baureihe 102 beim tschechischen Hersteller Škoda für 110 Millionen Euro bestellt. Die 190 km/h schnellen Wendezüge bestehen aus einer Lokomotive sowie fünf Mittelwagen und einem Steuerwagen. Die druckertüchtigten Wagen sind voll klimatisiert und verfügen auch über Internetzugang. Auch mehrere Mehrzweckbereiche und eine Videoüberwachung wurden integriert. In der zweiten Klasse gibt es 679 Sitzplätze, in der ersten Klasse 26. 82 Sitzplätze wurden als Klappsitze ausgeführt, wodurch auch Platz für 37 Fahrräder entsteht. Des Weiteren verfügen die Züge über zwei Plätze für mobilitätseingeschränkte Fahrgäste. Ein barrierefreier Einstieg wurde über klappbare Überfahrrampen realisiert. Die Instandhaltung der Neufahrzeuge erfolgt überwiegend in München-Pasing.
Ab Dezember 2016 sollten Wendezug-Garnituren bestehend aus einer Škoda Wendezug-Garnitur mit sechs Doppelstockwagen und einer Lok der Baureihe 102 zum Einsatz kommen, jedoch verzögerte sich die Inbetriebnahme bis Dezember 2020 aufgrund fehlender Zulassungen. Ab dem 5. Mai 2021 waren ausschließlich Garnituren dieses Typs unterwegs.
Laut Angaben der Deutschen Bahn vom November 2015 sollte sich die Lieferung der Neufahrzeuge um ein Jahr verzögern. Im Mai 2017 korrigierte die Deutsche Bahn in ihrem integrierten Geschäftsbericht die Verzögerung auf zwei Jahre und den Termin auf „Mitte 2018“. Ab Juli 2017 führte die Bahn auf der Neu- und Ausbaustrecke Nürnberg – Ingolstadt – München Versuchsfahrten durch. Im November 2018 wurde über den Erhalt der TSI-Zertifizierung für die Baureihe 102 und die Doppelstockwagen berichtet. Im Mai 2019 wurde über eine weitere Verzögerung bei der Zulassung der Züge berichtet.
Im Juni 2019 kündigte die BEG einen Vorlaufbetrieb zwischen München und Ingolstadt bis Dezember 2019 an. Dieser ist jedoch nicht erfolgt. Aufgrund fehlender Zulassung erfolgte der Betrieb auch im Jahresfahrplan 2020 noch mit dem bisherigen Rollmaterial. Zwar hatte das Eisenbahn-Bundesamt im Dezember 2019 eine eingeschränkte Zulassung erteilt, die Deutsche Bahn verweigert jedoch laut eines Presseberichts aufgrund anhaltender technischer Probleme die Abnahme (Stand: April 2020). Im November 2020 wurden mit den Škoda-Zügen Ausbildungsfahrten im Regelbetrieb durch das Altmühltal durchgeführt. Bis Mai 2021 übernahmen die neuen Züge schrittweise die Leistungen über die Neubaustrecke.

### Umgebaute Intercity-Wendezug-Garnituren
Als Fahrzeuge wurden bis zum 4. Mai 2021 und werden wieder seit 15. Dezember 2024  Wendezug-Garnituren aus dem InterCity-Verkehr eingesetzt. Diese wurden trotz einer offiziellen Verabschiedung in den darauffolgenden Wochen nach der eigentlichen Umstellung auf die Škoda-Züge und zum Fahrplanwechsel Ende 2024 weiter eingesetzt.
Regionalverkehrsfahrzeuge, welche die technischen Nutzungsbedingungen der Strecke erfüllen würden (insbesondere Druckschutz) standen laut Angaben der Bahn bei Auftragserteilung Ende 2005 nicht zur Verfügung. Die eingesetzten Garnituren sind für Geschwindigkeiten von 200 km/h zugelassen.
Zwischen September und November 2006 wurden dazu insgesamt 26 Personenwagen, darunter drei Steuerwagen, für den München-Nürnberg-Express im Bahnbetriebswerk Neumünster umgerüstet. Die Innenausstattung blieb dabei unverändert und gleicht der des InterCity. So wurden verschiedene Sitzlandschaften (Reihensitze, Vis-a-vis-Bereiche) mit verstellbaren Rücklehnen sowie Tischen oder Klapptischen angeboten. Zur Verfügung standen auch Leselampen, darüber hinaus Steckdosen an einzelnen Plätzen. Toiletten sowie Gepäckablagen mit mehreren Fächern waren am Wagenende zu finden. Ein elektronisches Fahrgastinformationssystem mit Reservierungssystem war vorhanden, Sitzplätze konnten jedoch nicht reserviert werden. Ein Gastronomie-Service mit Getränken und Snacks am Platz (per Caddy) wurde angeboten.
Alle Wagen sind druckertüchtigt. Dies ist auf dieser Strecke erforderlich, da es in Tunneln zu Begegnungen mit bis zu 300 km/h schnellen Zügen (Begegnungsgeschwindigkeiten bis zu 500 km/h) kommt.
Gezogen und geschoben wurden die Züge vor allem von Lokomotiven der Baureihe 101, vereinzelt kamen auch Ersatzzüge bespannt mit Fahrzeugen der Baureihen 120 und 103 zum Einsatz. Eine Garnitur bestand aus fünf bis sechs Wagen, die meist wie folgt zusammengestellt waren:
- Steuerwagen (Gattungsbezeichnung Bpmbdzf[39]): Führerstand, Großraumbereich mit 31 Sitzplätzen (2. Klasse), Fahrradabteil mit 16 Fahrrad-Stellplätzen und fünf Klappsitzen, zwei Rollstuhlstellplätze, barrierefreies WC
- Drei bis vier Großraumwagen zu je 80 Sitzplätzen (2. Klasse) mit je einer Gepäckablage und Toiletten an beiden Wagenenden. Insgesamt wurden 20 Wagen (Gattungsbezeichnung Bpmz[39]) für den München-Nürnberg-Express umlackiert.
- Endwagen: Großraumbereich mit 40 Sitzplätzen (2. Klasse), Mutter- und Kind-Abteil mit vier Sitzplätzen und zwei Klappsitzen, Sonderabteil mit sechs Sitzplätzen, zwei Abteile der Ersten Klasse (je sechs Sitzplätze), Abteil des Zugführers. Vier Wagen der 2. Klasse (Gattung Bvmsz) wurden dazu in diese gemischten Wagen (Gattung ABvmsz) umgebaut.

In den regulären Zügen des München-Nürnberg-Express standen 420  (laut Deutscher Bahn: 430) Sitzplätze, davon zwölf in der ersten Klasse, zur Verfügung. Planmäßig verkehrte der Steuerwagen in Fahrtrichtung Nürnberg an der Spitze des Zuges, in Richtung München am Schluss.
An Werktagen verkehrte darüber hinaus morgens ein Zehn-Wagen-Zug mit zwei Lokomotiven der Baureihe 101 von Nürnberg nach München. Aufgrund der zu kurzen Bahnsteige der Bahnhöfe Allersberg (Rothsee) und Kinding (Altmühltal) fuhren die letzten vier Wagen im Abschnitt Nürnberg–Ingolstadt leer und verschlossen. Die volle Kapazität der zehn Wagen von insgesamt 760 Sitzplätzen konnte daher nur ab Ingolstadt genutzt werden. Die vormalige Zehn-Wagen-Garnitur mit zwei Lokomotiven der Baureihe 101 wurde zum Fahrplanwechsel 2013 aufgelöst.
Die Wagen wurden anschließend als Knotenpunktreserve eingesetzt beziehungsweise an das „Stillstandsmanagement“ in Leipzig-Engelsdorf überstellt. Seit 11. Dezember 2022 kommen sie im Regionalverkehr auf der Schnellfahrstrecke Wendlingen–Ulm als RE 200 zum Einsatz.
Seit dem Fahrplanwechsel im Dezember 2024 ist wieder ein Umlauf des RE 1 auf Baureihe 101 und ehemalige IC-Wagen umgestellt. Der größte Teil der Wagen wurde dafür bereits neu lackiert. Grund für die Teilumstellung ist die fehlende Zuverlässigkeit der Škoda-Züge.
Eine Garnitur besteht dabei aus zwei Steuerwagen (Bpmmbdzf) jeweils am Ende und vier Großraumwagen (Bpmz). Insgesamt sind sechs Steuerwagen, sechs Großraumwagen zweiter Klasse und zwei Großraumwagen erster Klasse eingeplant, sodass mit zwei Garnituren gefahren werden kann.

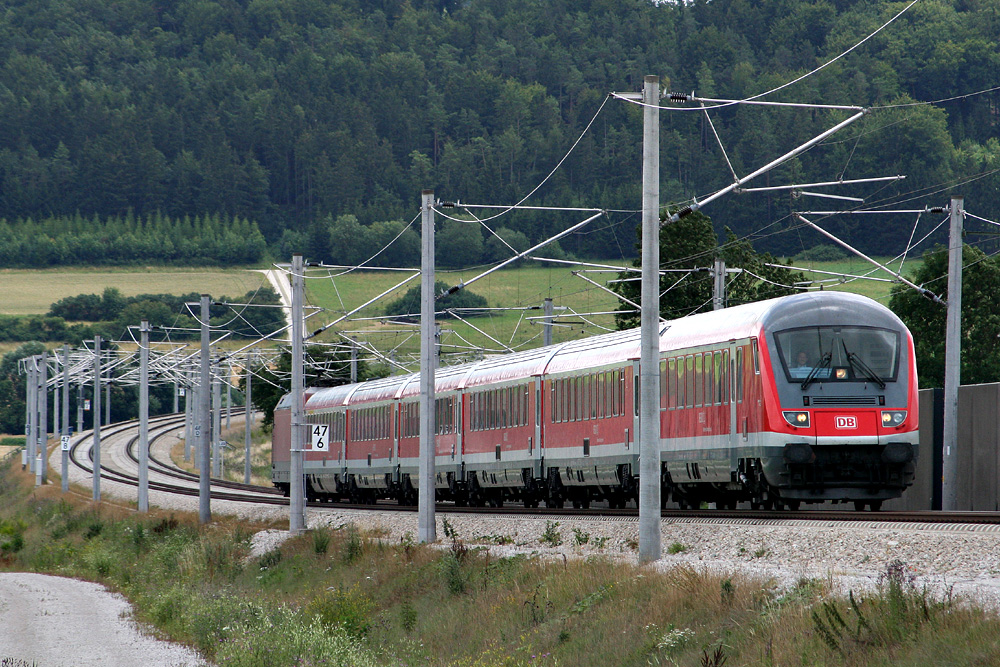
Ehemaliger München-Nürnberg-Express mit geschobenem Steuerwagen bei Zinkelmühle
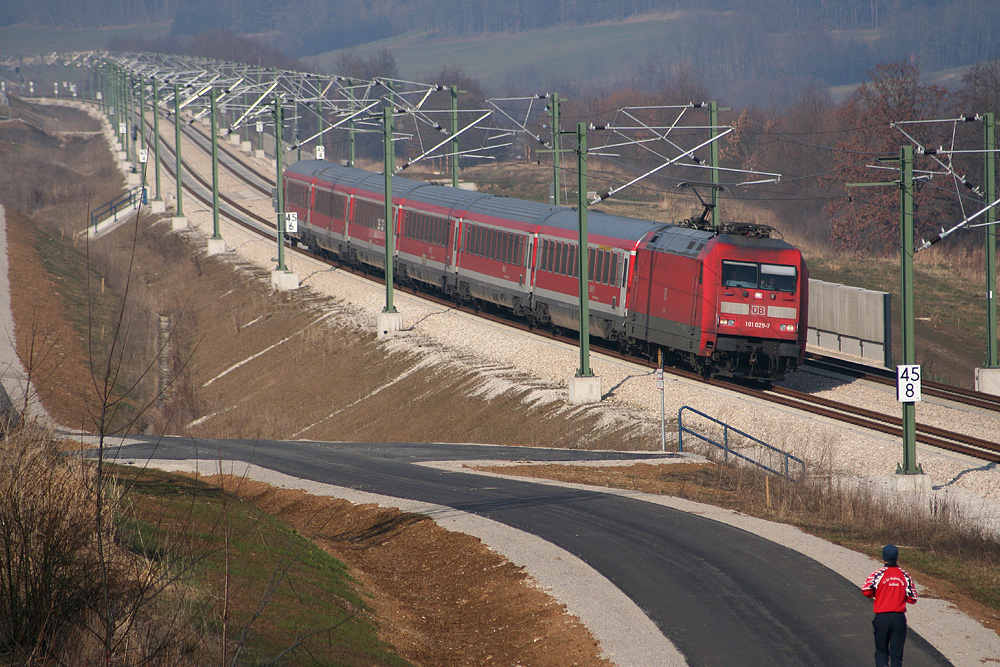
München-Nürnberg-Express mit Elektrolokomotive der Baureihe 101
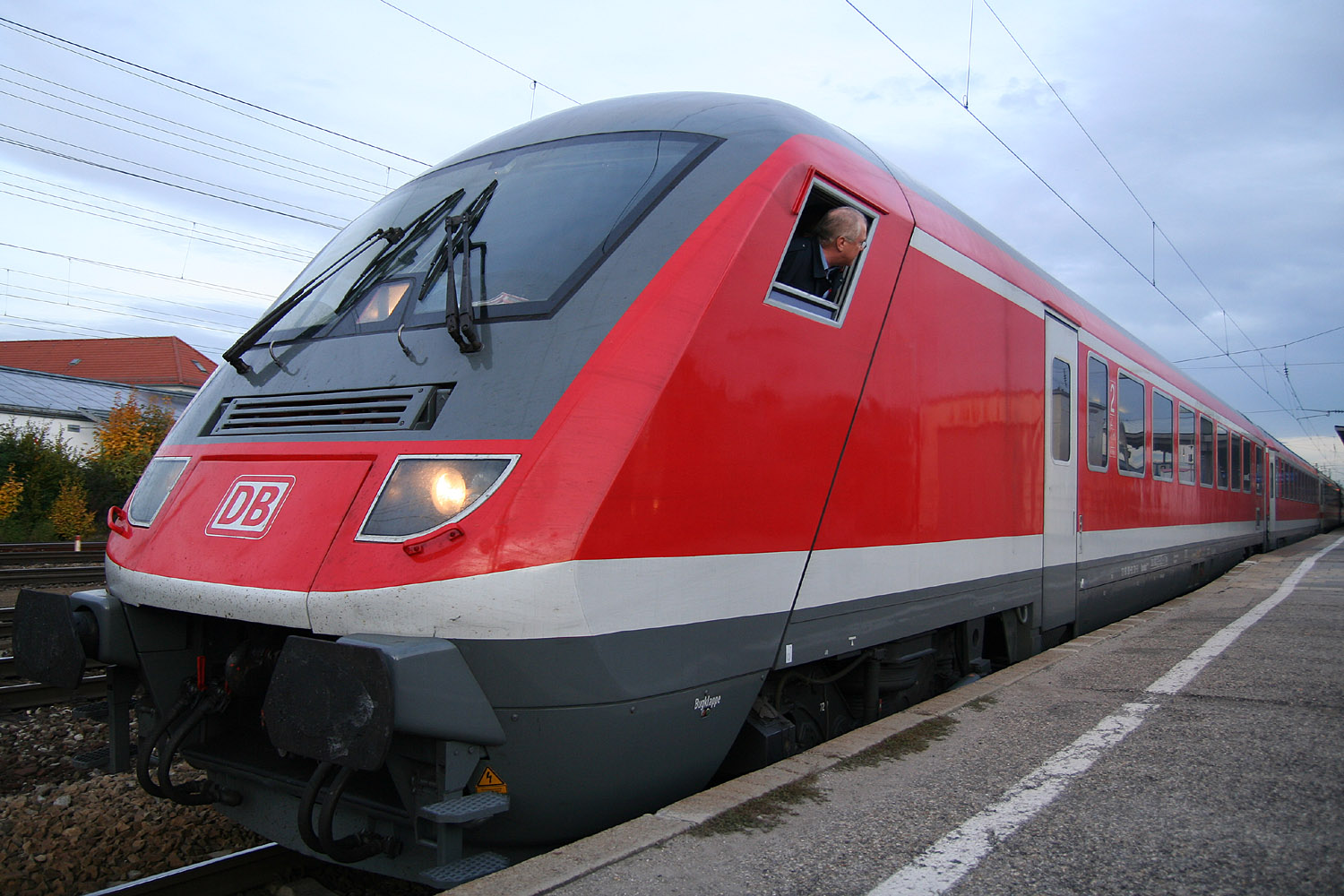
Steuerwagen der ersten MNE-Fahrzeuggeneration
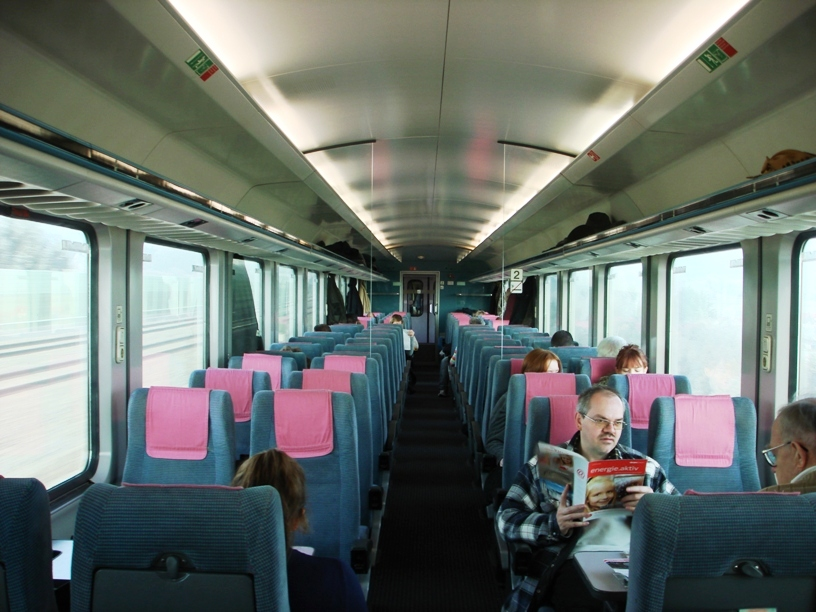
Innenraum eines Bpmz-Großraumwagens der zweiten Klasse des München-Nürnberg-Express